# 格里多訥山

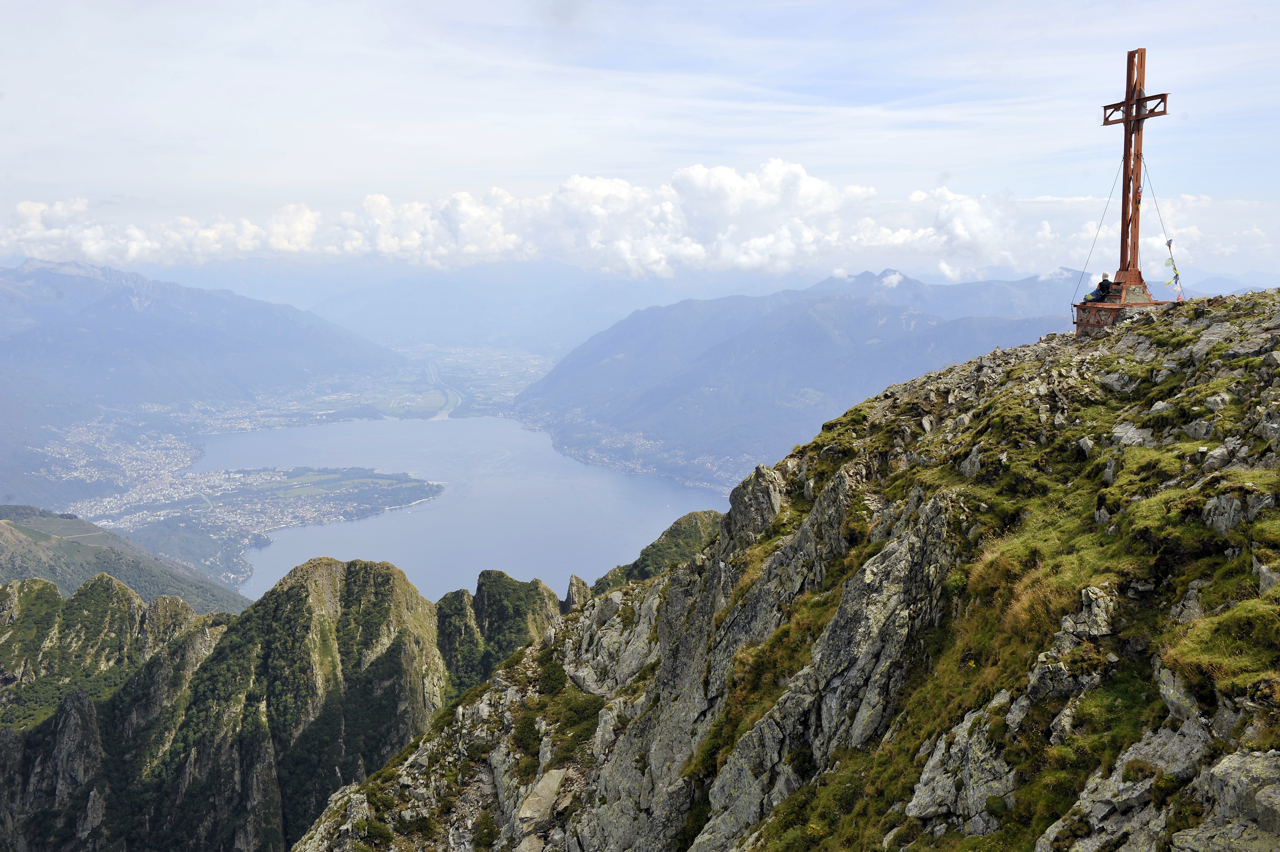

46°7′24.1″N 8°38′52.9″E / 46.123361°N 8.648028°E
格里多訥山（義大利語：Monte Limidario），是中歐的山峰，位於瑞士和意大利接壤的邊境，屬於勒蓬廷山的一部分，該山峰海拔高度2,188米，每年平均降雨量2,204毫米。